# اچ‌ام‌اس اشورنس (۱۷۴۷)
اچ‌ام‌اس اشورنس (۱۷۴۷) (به انگلیسی: HMS Assurance (1747)) یک کشتی بود.